# Angelo Tosato
Angelo Tosato (Venezia, 29 dicembre 1938 – Roma, 30 aprile 1999) è stato un biblista italiano.

## Biografia
Figlio di Egidio Tosato, professore universitario di diritto pubblico, e di Cecilia Valmarana, ricevette nella casa paterna una solida formazione religiosa, civile e culturale.
Compì gli studi liceali a Roma, al liceo Tasso (1954-1957). Successivamente conseguì tre titoli accademici: laurea in giurisprudenza all'Università degli Studi di Roma "La Sapienza" (1960); licenza in filosofia (1960) e in teologia (1964) all'Università Gregoriana.
Tra i suoi insegnanti, alla Gregoriana vi fu Bernard Lonergan S.J. Nello stesso periodo si svolse il Concilio Vaticano II, Tosato ebbe l'occasione di assistere ai lavori nella veste di stenografo.
Ordinato sacerdote nel 1963, fu assegnato alla diocesi di Roma, dove esercitò il ministero prima come vice-parroco (1964-1971), poi come assistente spirituale all'Università Cattolica di Roma (1972-1975).

### Biblista
Dopo il Concilio Vaticano II, riprese lo studio delle lingue bibliche, che prende corpo nella tesi di ricerca sulla metanoia. Nel 1972 Tosato ottenne il dottorato in teologia alla Gregoriana; divenne alunno del Pontificio Istituto Biblico. Tra i suoi docenti vi furono i padri Luis Alonso Schökel, Ignace de la Potterie, Stanislas Lyonnet e Martini. Nel 1975 conseguì la licenza in scienze bibliche. Gli studi delle Sacre scritture proseguirono fino all'ottenimento del dottorato (1982) con una tesi sull'istituto matrimoniale (direttore Padre Roger Le Déaut).
Per trent'anni Tosato si prefissò di realizzare questo programma: «constatare l'inadeguatezza del modo in cui vengono proposti il messaggio e l'insegnamento cristiani [...] e sperimentare tutta l'urgenza di muoversi sulla linea dell'aggiornamento promosso [...] dal Vaticano II».

### Attività accademica
Tosato fu docente presso l'Università Lateranense (Storia della Chiesa antica) e la Gregoriana (dal 1963) e successivamente presso l'Istituto Biblico. Fu autore di importanti ricerche riguardanti la storia delle antiche istituzioni giuridiche e delle prime istituzioni cristiane - familiari, politiche ed economiche. Nel 1985 fu nominato professore all'Istituto Giovanni Paolo II e, contemporaneamente, all'Istituto Biblico.
Nel 1981 entrò come consultore nella Commissione Pontificia per le relazioni religiose con gli Ebrei.
Tosato introdusse in Italia il pensiero di Michael Novak, traducendo in italiano la sua opera Lo spirito del capitalismo.

## Opere
Il contributo scientifico di Angelo Tosato agli studi biblici attiene soprattutto alla conoscenza delle antiche istituzioni giudaiche e delle prime istituzioni cristiane.
Relativamente alle istituzioni politiche, Tosato è stato autore di importanti studi sul rapporto tra Gesù Cristo e gli zeloti, sulla teocrazia nell'antico Israele, sul problema del potere politico degli ebrei al tempo di Gesù.
- 1976, Il matrimonio nel Giudaismo antico e nel Nuovo Testamento, Città Nuova, Roma
- 1982, Il matrimonio israelitico. Una teoria generale, Pontificio Istituto Biblico, Roma (versione digitale)

Quanto alle istituzioni economiche, i più importanti studi di Tosato sono:
- 1994, Economia di mercato e cristianesimo, Borla, Roma
- 2002, Vangelo e ricchezza. Nuove prospettive esegetiche, Rubbettino (versione digitale)